# Имануел Валерштајн
Имануел Морис Валерштајн (енгл. Immanuel Maurice Wallerstein; 28. септембар 1930 — 31. август 2019) био је амерички социолог, друштвени научник и светско-системски аналитичар, вероватно најпознатији по свом развоју у генералном приступу у социологији који је довео до појаве његове Светско-Системске Теорије. Објављује на свака два месеца коментаре на светска дешавања.

## Детињство и образовање
Одрастајући у политички активној породици, Валерштајн је још као адолесцент постао заинтересован та политику и то док је живео у Њујорку. Све три дипломе стекао је на Универзитету Колумбија. Али кроз живот Валерштајн је студирао и на разним универизитетима по свету, укључујући Оксфордски универзитет од 1955-56.

Од 1951 до 1953, служио је војску у Америци. Након служења војске одбранио је мастер о макартизму као феномен америчке политичке културе која је широко цитирана и за коју Валерштајн каже, "потврдила је мој осећај да треба да сматрам себе, језиком 1950-их, 'политичким социологом.'" 1964, оженио је Беатрис Фридман; пар има једну ћерку.

## Академска каријера
Валерштајнова академска али и професионална каријера почела је на Универзитету Колумбија, где је почео као инструктор да би затим постао ванредни професор социологије од 1958. до 1971. Током његовог боравка тамо, био је истакнути поборник права студената током универзитетских протеста 1968. 1971, се преселио из Њујорка у Монтреал где је предавао на Универзитету Макгил пет година.
Првобитно, Валерштајнова примарна област интелектуалног интереса није била америчка политика, већ политика не-европског света, највише Индије и Африке. Две деценије Валерштајн је био афрички учењак, издавајући броје књиге и чланке, и 1973, постао је председник Асоцијације Афричких Студија.
У 1976, Валерштајну је понуђена јединствена прилика да се опроба у новој врсти истраживања, и тако постао глава Фернанд Бродел Центра за Студије Економије, Историјских Система и Цивилизације на Бингхемтон Универзитету у Њујорку, чија мисија је била „да се ангажује у анализи великих социјалних промена током дужих временски периода.“ Центар је отворен уз помоћ издавачког часописа Review. Валерштајн је био тамо истакнути професор социологије до своје пензије 1999.
Кроз његову каријеру Валерштајн је био гостујући професор на Кинеском Универзитету у Хонгконгу, Британској Колумбији, Амстердаму и другим местима.
Уручено му је више почасних титула и био је председник Међународне Социолошке асоцијације.
Од 2000, Валерштајн је виши научни истраживач на Јејл Универзитету.

### Теоријска полазишта
Валерштајн је почео свој рад као експерт за пост-колонијална афричка дешавања, које је одабрао као фокус студија после одржавања интернационалих конференција за младе 1951. и 1952. Његови објављени радови су били скоро комплетно посвећени томе до раних 1970-их, када је почео да се истиче као историчар и теоретичар глобалне капиталистичке економије на макроскомпском плану. Његова рана критика глобалног капитализма и "не-системских покрета" су га недавно учиниле сивом еминенцијом са анти-глобализацијским покретом изван и унутар академском друштва, заједно са Ноамом Чомским и Пјером Бурдјеом.
Његово најважније дело, "Модерни Светски Систем" постоји у 4 издања од 1974, са додатним планираним издањима који ће се тек појавити. У њему се Валерштајн позива на више интелектуалних утицаја.
Карл Маркс: подржава га у наглашавању основних економских фактора и њихове доминације над идеолошким факторима у Глобалној Политици, и чије је економско размишљање усвојио са идејом дихотомије између капитала и рада, поглед економског развитка, кроз студије као што су феудализам и капитализам, вера у акумулацију капитала, дијалектике итд.
Теорија зависности: очигледно концепти као што су "језгро" и "периферија".
Франц Фанон: "Фанон је представљао за мене експресију инсистирања обесправљених од стране система модерног света у ком они имају глас, визију и изјаве интелектуалног процењивања."
Фернан Бродел: који је описао развој и политичка уплитања разгранатих мрежа економских размена у европском свету између 1400. и 1800, "више од било кога ме је учинио свесним примарног значаја социјалне изградње простора и времена и њихов утицај на наше анализе."
Илија Пригожин: "Пригожин ме је натерао да се супротставим импликацијама о свету у којем сигурности не постоје - али знање постоји."
Валерштајн је од 1980. заговарао да су САД „хегемонија у посртању“ и често је био извргнут ругању због ове изјаве током 1990-их; али од рата у Ираку овај аргумент се раширио.
Све у свему, Валерштајн види развој капиталистичког економског света као одређујући за велики део светског становништва. Слично Марксу, Валерштајн предвиђа да ће капитализам бити замењен Социјалистичком економијом.

### Модерни Светски Систем
У овој књизи, он говори о томе да је Модерни Светски Систем раздвојен од империја по свом ослањању над економском контолом светског поретка од стране капитализма економском и политичком везом са периферним и семи-периферним деловима света.
Валерштајн одбија појаву Трећег света, тврдећи да постоји само један свет повезан комплексним системом економских веза тј. да у "светској економији" или "светском систему" постоји "дихотомија капитала и рада" и непресушна "акумулација капитала". Овај приступ познат је као "Теорија Светских Система".

### Критика
Валерштајнова теоријска полазишта узроковала су оштру критику, не само од стране нео-либерланих и конзервативних кругова већ и од стране историчара који кажу да неке од његових претпоставкимогу бити историјски нетачне. Неке критике поручују да Валерштајн уме да занемари културну димензију модерног светског система, тврдећи да постоји и светски систем глобалне културе који је независан од економских процеса капитализма.
Свакако, његов аналитички приступ заједно са оним од сличних му теоретичара као што су Андре Гундер Франк, Теренс Хопкинс, Самир Амин, Кристофер Чејс-Дан, и Ђовани Ариги. Њихове идеологије су привукле и велику пажњу Антиглобалистичкоg покрета.

### Термини и дефиниције
Капиталистички светски систем
Главна карактеристика његове дефиниције је развој глобалне поделе рада, укључујући постојање независних политичких делова у истом времену. Нема никаквог политичког центра, у поређењу са глобалним империјама као што је било Римско царство; већ је систем капиталистичког света одређен глобалним економским тржиштем. Систем је подљен на језгро, семи-периферију и периферу, и управљан је капиталистичким методом производње.
Језгро/Периферија
Дефинише разлике између развијених земаља и оних у развоју, карактерисани снагом богатства. Језгро се односи на развијене земље, а периферија на зависне земље у развоју. Главни разлог ове позиције развијених земаља је економска моћ.
Семи-периферија
Дефинише државе које се налазе између језгра и периферије, и које профитирају од периферије кроз неједнаке односе размене. У исто време, језгро профитира од семи-периферије кроз неједнаке односе размене. 
Квази-монополи
Дефинише монопол где где постоји више од једног провајдера за одређено добро. Валерштајн тврди да су квази-монополи само-исплаћујући јер нови продавци иду на тржиште спроводећи политички притисак отвореним тржиштима ради конкуренције.
Кондратијевљеви таласи
Дефинише цикличну тенденцију у светској економији. Ова појава позната је и као `суперциклус`. Валерштајн каже да су светски ратови повезани са Кондратијевљевим таласима. Према њему светски конфликти настају као када летња фаза таласа започне, што је кад је производња добара и услуге широм света у полету.